# Hydriomena cinerascens
Hydriomena cinerascens är en fjärilsart som beskrevs av Embrik Strand 1901. Hydriomena cinerascens ingår i släktet Hydriomena och familjen mätare. Inga underarter finns listade i Catalogue of Life.